# Pestana Casino Park
Projetado por Oscar Niemeyer em 1966, o Pestana Casino Park, na cidade de Funchal, é considerada a maior obra de hotelaria em Portugal, com 221 m de comprimento e 24 m de largura, divididos em sete pisos.
O conjunto situa-se no alto de uma falésia, com vista para o porto do Funchal, é composto por um hotel, um casino e um centro para congressos.